# 일루서라섬

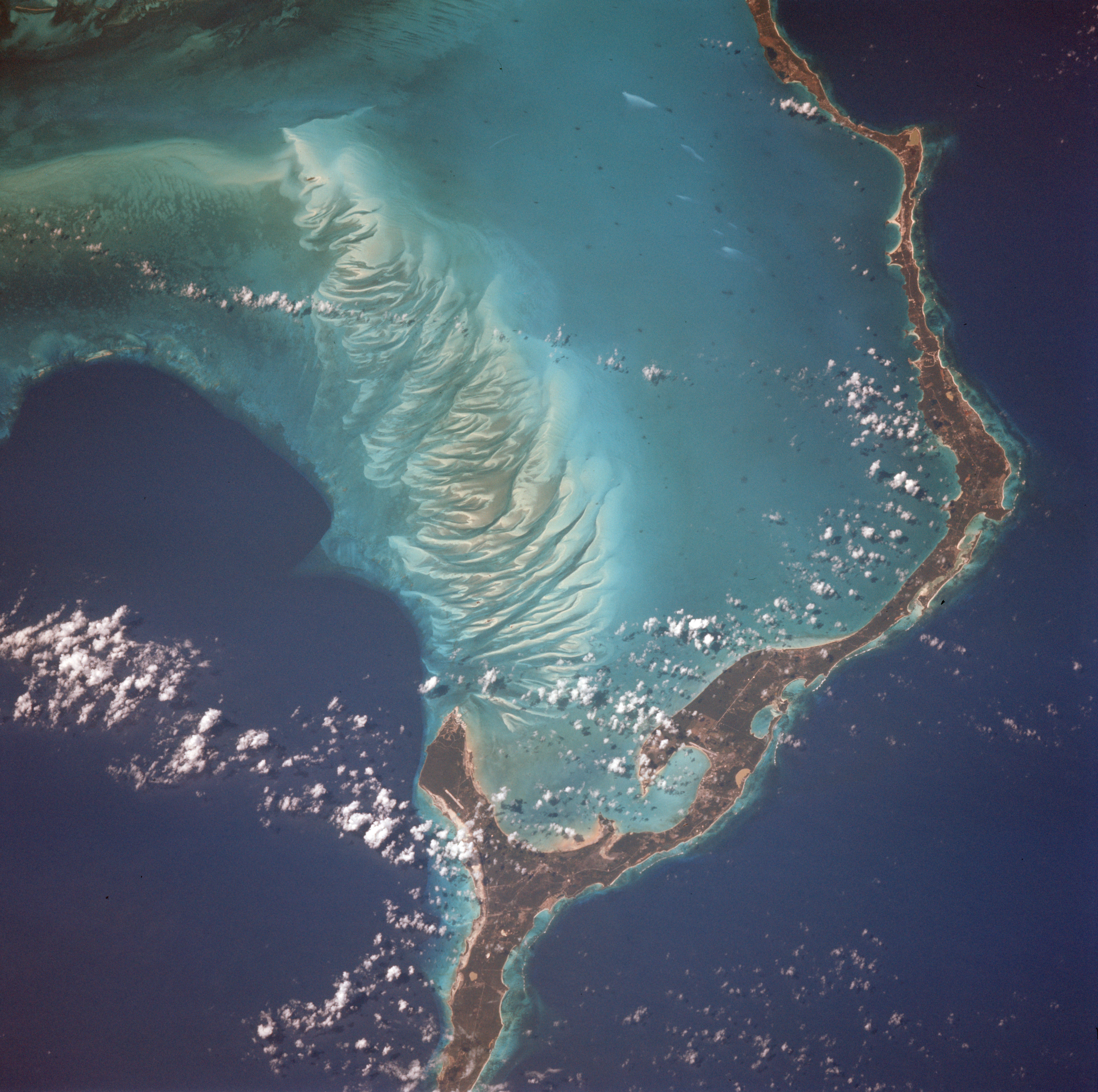

일루서라섬(영어: Eleuthera)은 바하마의 섬으로 면적은 518km2, 인구는 11,165명(2000년 기준)이다. 수도 나소에서 동쪽으로 80km 정도 떨어진 곳에 위치한다.